# Paul Wykes
Paul Wykes (* 15. April 1971) ist ein englischer Snookerspieler aus Bournemouth. Ab 1991 war er 16 Jahre lang als Profi auf der Snooker Main Tour aktiv.

## Karriere

### Anfänge und Top 64
Als 1991 die Profitour für alle Spieler geöffnet wurde, begann auch Paul Wykes seine Snookerkarriere. Gleich bei seinem ersten Turnier, dem Grand Prix 1991, verpasste er nur knapp die Runde der Letzten 128. Bei der anschließenden Benson & Hedges Championship gelang ihm das erstmals, es war aber kein Ranglistenturnier. Bei den British Open schaffte er es schließlich auch bei einem Turnier um Punkte für die Weltrangliste. Seine erste Platzierung nach der Saison war 235. Damit ersparte er sich in der Folge schon einige Qualifizierungsrunden. Im zweiten Jahr kam er dreimal unter die Letzten 128, darunter auch bei der UK Championship. Gegen Gegner wie Alex Higgins, Gary Wilkinson und Drew Henry zog er aber den Kürzeren. In der Saison 1993/94 besiegte er dann schon Spieler wie Peter Lines und Euan Henderson und beim Thailand Open besiegte er mit Nick Terry erstmals einen Top-64-Spieler und erreichte bei dem Turnier auch erstmals die Runde der Letzten 64. Im Jahr darauf kam er bei den ersten drei Turnieren unter die Letzten 128, ihm fehlte aber die Konstanz über die Saison. Bestes Ergebnis war beim British Open 1995 die Runde der Letzten 96 nach einem 5:0-Sieg über Matthew Couch. In der Weltrangliste stand er nach fünf Jahren an der Schwelle zu den Top 100.
Die Saison 1995/96 begann dann mit seinem bis dahin größten Erfolg. Beim Thailand Classic besiegte er Cliff Thorburn, Terry Murphy und Jason Ferguson und stand in der Wildcard-Runde vor dem Einzug ins Hauptturnier der Letzten 32, verlor aber 4:5 gegen den einheimischen Amateur Praprut Chaithanasakun. Bei den Welsh Open und dem International Open kam er danach noch unter die Letzten 64 und besiegte dabei erneut Spieler wie Cliff Thorburn und Nick Terry. Bei der Benson & Hedges Championship 1996 erreichte Wykes nach einem Sieg über Joe Perry erstmals das Achtelfinale eines Profiturniers ohne Top-16-Spieler. Beim International Open besiegte er einen jungen Paul Hunter und mit Rod Lawler einen Top-32-Spieler und verlor erst im Achtelfinale gegen den Weltranglistenzweiten John Higgins. Bei den British Open 1997 gewann er gegen Joe Johnson und Neal Foulds und verlor in der Runde der Letzten 32 gegen den Weltmeister Stephen Hendry.
Zur Saison 1997/98 wurde die Profitour dann zweigeteilt, der Engländer hatte aber kein Problem, sich für die Main Tour zu qualifizieren. Die Profiturniere hatten jetzt weniger Teilnehmer und weniger Runden, aber er konnte sein Niveau halten und erreichte bei drei Turnieren die Runde der Letzten 32. Beim Grand Prix besiegte er Fergal O’Brien und verlor gegen Tony Drago. Beim German Open 1997 war er gegen Paul Hunter und erneut gegen O’Brien erfolgreich, bevor ihm der Weltranglistenerste Hendry erneut keine Chance ließ. Bei den Scottish Open war nach einem Sieg über Rod Lawler Peter Ebdon Endstation. 1998 stieg er damit erstmals auf in die Top 64 der Welt. Das Jahr darauf war nicht so erfolgreich, nur einmal, beim Thailand Masters, erreichte er die Letzten 48. Immerhin erreichte er viermal die Letzten 64. Auch bei der Weltmeisterschaft kam er erstmals so weit, und weil es das höchstrangige Turnier war, konnte er sich sogar auf Platz 56 der Weltrangliste verbessern. Diesen Platz verteidigte er in der Saison 1999/2000. Höhepunkt war die UK Championship, wo er nach Siegen über Gary Wilkinson und Mark King das Achtelfinale erreichte. Dann war aber zum dritten Mal in seiner Karriere Stephen Hendry für ihn nicht zu überwinden.

### Zweite Karrierehälfte und Tourabschied
Diese Saison war der Höhe- und Wendepunkt in seiner Karriere gewesen. Im Jahr darauf gab es wieder nur eine Top-48-Platzierung bei den Welsh Open 2001 als bestes Ergebnis und viele Erstrundenniederlagen. Im Jahr darauf verlor er zwar kein einziges Auftaktspiel, kam aber auch nicht wirklich weit. Erst bei der Weltmeisterschaft hatte er wieder ein Erfolgserlebnis. Er besiegte unter anderem Peter Lines und Bradley Jones und nur Dominic Dale verhinderte in der Runde der Letzten 48 seinen Einzug in die Finalrunde im Crucible Theatre. Trotzdem war er nach dieser Saison endgültig wieder aus den Top 64 herausgefallen. In der Saison 2002/03 erreichte er zweimal die Runde der Letzten 48: bei der UK Championship und dem Irish Masters. Im Jahr darauf erreichte er beim Masters Qualifying Event, dem Nachfolger der Benson & Hedges Championship, das Viertelfinale. Stuart Pettman und Jamie Burnett waren zwei der Spieler, die er dort schlug. Bei den Ranglistenturnieren kam er aber nur einmal über Runde 3 hinaus, beim LG Cup, wo er in der Runde der Letzten 64 gegen Pettman verlor. In der Weltrangliste stagnierte er auf Platz 70. Zwischenzeitlich war er von Oktober 2002 bis August 2003 Vorstandsmitglied der World Professional Billiards & Snooker Association gewesen.
Die Saison 2004/05 begann Wykes mit drei Auftaktniederlagen. Beim Malta Cup kam er dann aber wieder unter die Letzten 48. Auch bei der Weltmeisterschaft erreichte er nach drei 10:9-Siegen über Stefan Mazrocis, Gary Wilkinson und Robin Hull zum zweiten Mal die Runde der Letzten 48, verpasste aber diesmal gegen Drew Henry erneut den Einzug ins Crucible. Damit verhinderte er auch über die Einjahreswertung den Verlust seines Profistatus. Im folgenden Jahr retteten ihn die beiden großen Turniere, die UK Championship 2005 und die Weltmeisterschaft 2006, wo er jeweils Runde 3 erreichte. Erneut gab die Einjahreswertung den Ausschlag, nachdem er nicht in die Top 64 zurückgekehrt war. Allerdings verlor er nach einer neuen Regel diesmal alle Punkte der Vorsaison und er musste bei Null anfangen. Bei den sieben Ranglistenturnieren der Saison kam er aber nur ein einziges Mal, beim Malta Cup, über die erste Runde bzw. die Vorrunde hinaus. Damit belegte er nur noch Platz 93 unter den 96 Profis und verlor damit nach 16 Jahren ununterbrochen auf der Main Tour mit 36 Jahren den Profistatus.
Wegen der Krise im Snooker zu dieser Zeit konnten ohnehin nur noch die Topspieler von ihrem Sport leben, und so hatte sich Wykes bereits vorher eine berufliche Existenz aufgebaut. 2007 beendete er seine Profikarriere und widmete sich dem Beruf. Zweimal nahm er in den folgenden Jahren noch an der Vorqualifikation der Amateure für die Weltmeisterschaft teil, schaffte es aber nicht in die Hauptqualifikation. Weil sich in den 2010ern die Bedingungen im Snookersport wieder verbessert hatten, nahm er 2013 mit 42 Jahren noch einmal an der Q School teil, in der man sich für die Main Tour qualifizieren konnte. Beim zweiten Turnier kam er nach Siegen über Chris Wakelin und Jeff Cundy bis ins Finale seiner Gruppe. Durch die 0:4-Niederlage gegen den Schweizer Alexander Ursenbacher vergab er aber das Tourticket. Zum dritten Turnier der Q School trat er nicht mehr an.

## Erfolge
Ranglistenturniere:
- Achtelfinale: UK Championship (1999), International Open (1997), Benson & Hedges Championship (1996[4])
- Runde der Letzten 32: British Open (1997), Grand Prix (1997), German Open (1997), Scottish Open (1998)

Andere Profiturniere:
- Viertelfinale: Masters Qualifying Event (2003)

Qualifikationsturniere:
- Gruppensieg: WPBSA Qualifying School (1997, Event 4)
- Gruppenfinale: Q School (2013/2)